# St. Mauritius (Lenk)

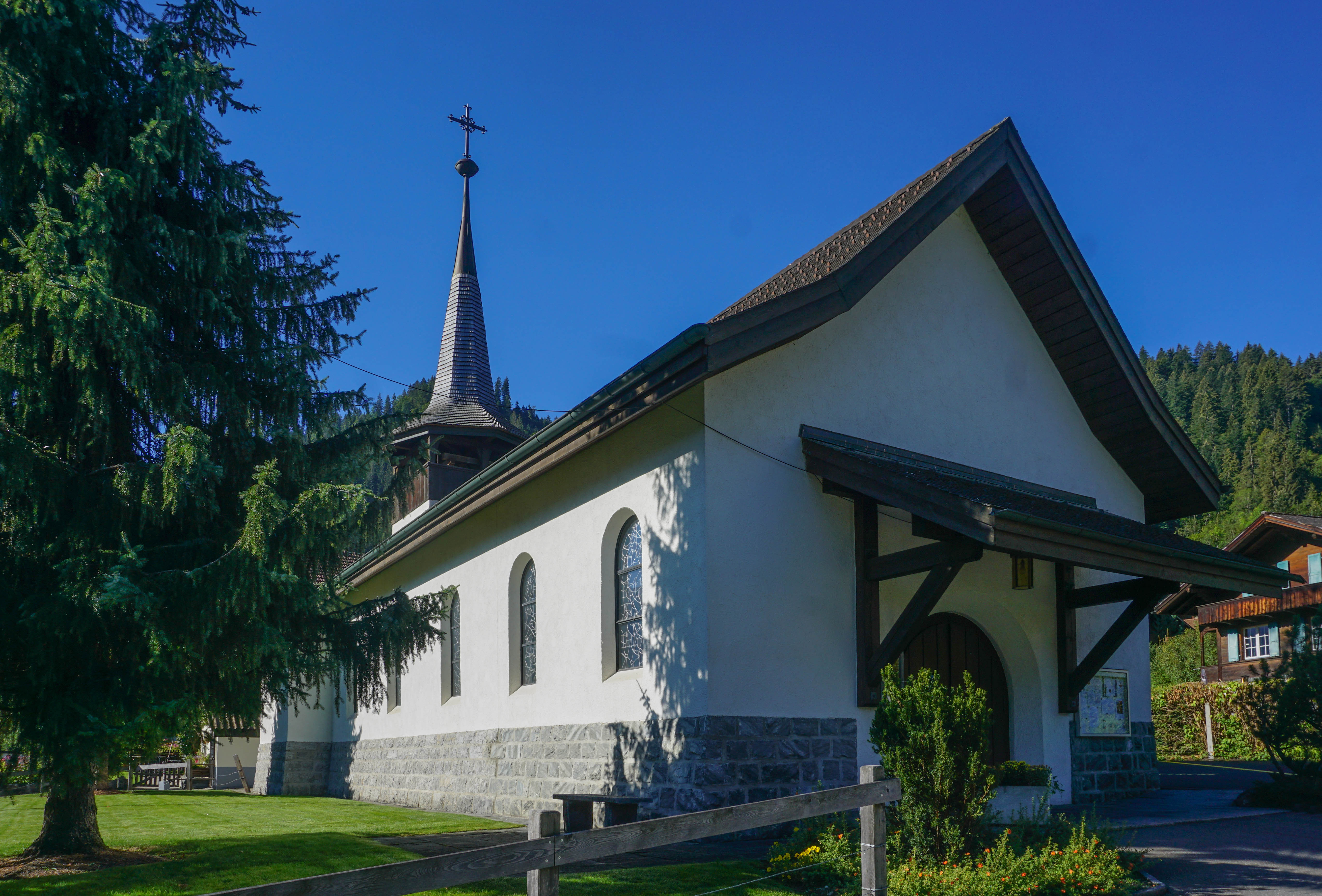
Mauritiuskirche Lenk

Die römisch-katholische Kirche St. Mauritius in der Lenk ist eine Filialkirche der Pfarrei St. Josef (Gstaad). Sie wurde 1938–1939 aufgrund einer Stiftung erbaut.

## Geschichte
Für die katholischen Kurgäste in Lenk fanden seit 1898 regelmässig Gottesdienste in profanen Räumen statt, deren Aussehen wohl den hochgestellten Besuchern missfiel. Der im Sommer 1938 als Kurgast im Thermalbad weilende Henry Burrus aus Boncourt JU kaufte darum einen Bauplatz und stiftete 39'000 Franken für den Bau einer würdigen Kapelle.
Die neue Mauritiuskapelle wurde an der Rawilstrasse 54, in der Nähe des Kurhauses gebaut und noch vor Kriegsbeginn 1939 durch den Generalvikar Eugène Follête eingesegnet und bei späterer Gelegenheit von Bischof Franziskus von Streng geweiht. Während der Kriegsjahre feierten Feldprediger dort für kranke Soldaten und für die im Kriegslazarett tätigen Ordensschwestern Gottesdienste.
Mit den Jahren wurde die Kapelle auch wegen des steigenden Touristenandrangs zu klein, sie wurde deshalb 1978 unter der Leitung des Architekten Bruno Käufeler umgebaut und erweitert.

## Baubeschreibung
Der weissverputzte Bau hat ein Satteldach mit einem Dachreiter über dem Chor als Glockenturm. Über dem Eingangsportal an der nordseitigen Giebelwand ist ein auskragendes Vordach angebracht.
Die Glasfenster sind Entwürfe des Glasmalers Yoki und wurden von der Werkstatt Eltschiner in Fribourg hergestellt. Die je fünf Fenster der einen Seite entsprechen in der Gestaltung der andern Seite. Das Rundfenster im Chor stellt den brennenden Dornbusch bei der Berufung Mose dar.

## Orgel
1989 erhielt die Kirche eine Orgel von Alfred Pöschl (Therwil, später Courtemaîche) mit sechs Registern auf einem Manual. Sie war in der Emporenbrüstung eingebaut. Beim Umbau von 2018 durch Thomas Wälti (Gümligen) wurden drei Register zugefügt und eines für das neue Pedal. Sie hat Schleifladen mit mechanischer Spiel- und Registertraktur. Gleichzeitig erstellte Wälti einen Unterbau und versetzte das Instrument zurück auf die Empore. Die Brüstung wurde wieder hergestellt.
| I Hauptwerk C–g3 |       |     |
| Salicional       | 8′    |     |
| Bourdon          | 8′    |     |
| Schwebung        | 8′    |     |
| Suavival         | 4′    | B/D |
| Rohrflöte        | 4′    | B/D |
| Flöte            | 2′    |     |
| Quinte           | 1 ⁄3′ |     |
| Mixtur           | 1 ⁄3′ |     |

| Pedal C–f1 |     |
| Subbass    | 16′ |

Sonderregister: Glockenspiel

## Geläute
Der ersten Glocke von 1942 mit Stifter-Inschrift «Henry Burrus, Maire de Boncourt» wurden zwei weitere zugefügt und am 5. Juni 1988 von Domherrn Johann Stalder (1917–1988) von Bern geweiht. Die eine trägt die Inschrift «Maria mit dem Kinde lieb, uns allen deinen Segen gib» und «Gérard Burrus Gönner», die dritte «Heiliger Mauritius bitte für uns» und «René Girard curé de Gstaad». Alle drei wurden gegossen von H. Rüetschi (Aarau). Sie sind auf: d’’ – f’’ – g’’ gestimmt.